# Ǝ̋
Cette page contient des caractères spéciaux ou non latins. S’ils s’affichent mal (▯, ?, etc.), consultez la page d’aide Unicode.
Ə̋ (minuscule : ə̋), appelé schwa double accent aigu, est un graphème utilisé dans l’Alphabet général des langues camerounaises. Il s'agit de la lettre schwa diacritée d'un double accent aigu.

## Utilisation
Dans l’Alphabet général des langues camerounaises, le schwa double accent aigu ‹ ə̋ › peut être utilisé pour représenter une voyelle moyenne centrale avec un ton extra haut. Il est par exemple utilisé dans la transcription de certaines langues du Lower Fungom.
Dans l’Alphabet phonétique international, le schwa représente une voyelle moyenne centrale et le double accent aigu représente le ton extra haut.

## Représentations informatiques
Le schwa double accent aigu peut être représenté avec les caractères Unicode suivants :
- décomposé (latin de base, diacritiques) :

| formes    | représentations | chaînes de caractères | points de code | descriptions                                                 |
| --------- | --------------- | --------------------- | -------------- | ------------------------------------------------------------ |
| capitale  | Ə̋               | Ə◌̋                    | U+018F U+030B  | lettre majuscule latine schwa diacritique double accent aigu |
| minuscule | ə̋               | ə◌̋                    | U+0259 U+030B  | lettre minuscule latine schwa diacritique double accent aigu |